# Lista najwyższych budynków w Seattle

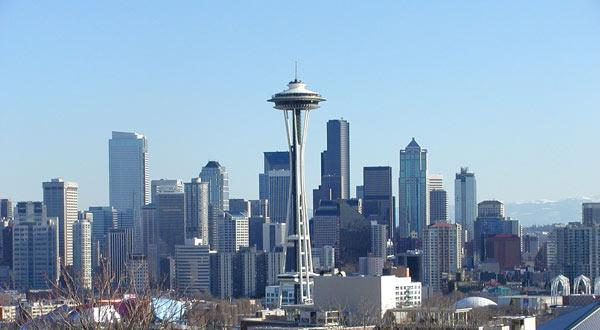
Wieżowce Seattle

Najwyższym budynkiem Seattle, a także stanu Waszyngton, jest składająca się z 76 kondygnacji Columbia Center. Została zbudowana w 1985, a jej oficjalna wysokość wynosi 937 stóp, czyli 286 metrów. Jest obecnie 20. pod względem wysokości budynkiem w Stanach Zjednoczonych. Drugim pod względem wysokości wieżowcem jest 1201 Third Avenue, która mierzy 235 metrów. Dziewiętnaście z dwudziestu najwyższych budynków w stanie Waszyngton znajduje się w Seattle.
Historia wieżowców w Seattle rozpoczęła się w 1904, kiedy to zakończono budowę Alaska Building, uważanego za pierwszy budynek ze stalową konstrukcją w mieście. Dziś mierzy ona 62 metry przy 14 piętrach. Wielka budowlana rozbudowa Seattle nastąpiła na przełomie lat 70. i 80., gdy zbudowano 15 z obecnych 20 najwyższych budynków w mieście, m.in. Columbia Center oraz 1201 Third Avenue. Kolejne większe zmiany w Seattle nastąpiły w 2000 i od tamtego czas powstały jeszcze dwa budynki powyżej 152 metrów. Obecnie w Seattle stoi 12 ukończonych budynków powyżej 500 stóp, przy czym w trakcie budowy są kolejne dwa. Skyline Seattle zajmuje obecnie pierwsze miejsce w północno-zachodniej części Stanów Zjednoczonych, trzecie na Zachodnim Wybrzeżu (po Los Angeles i San Francisco) i 11 w całym kraju.
W maju 2008 ukończono 204 wieżowce w mieście, a 63 wysokie budynki zostały zatwierdzone do budowy, w tym 22 ponad 400 (122 metry).

## Najwyższe budynki

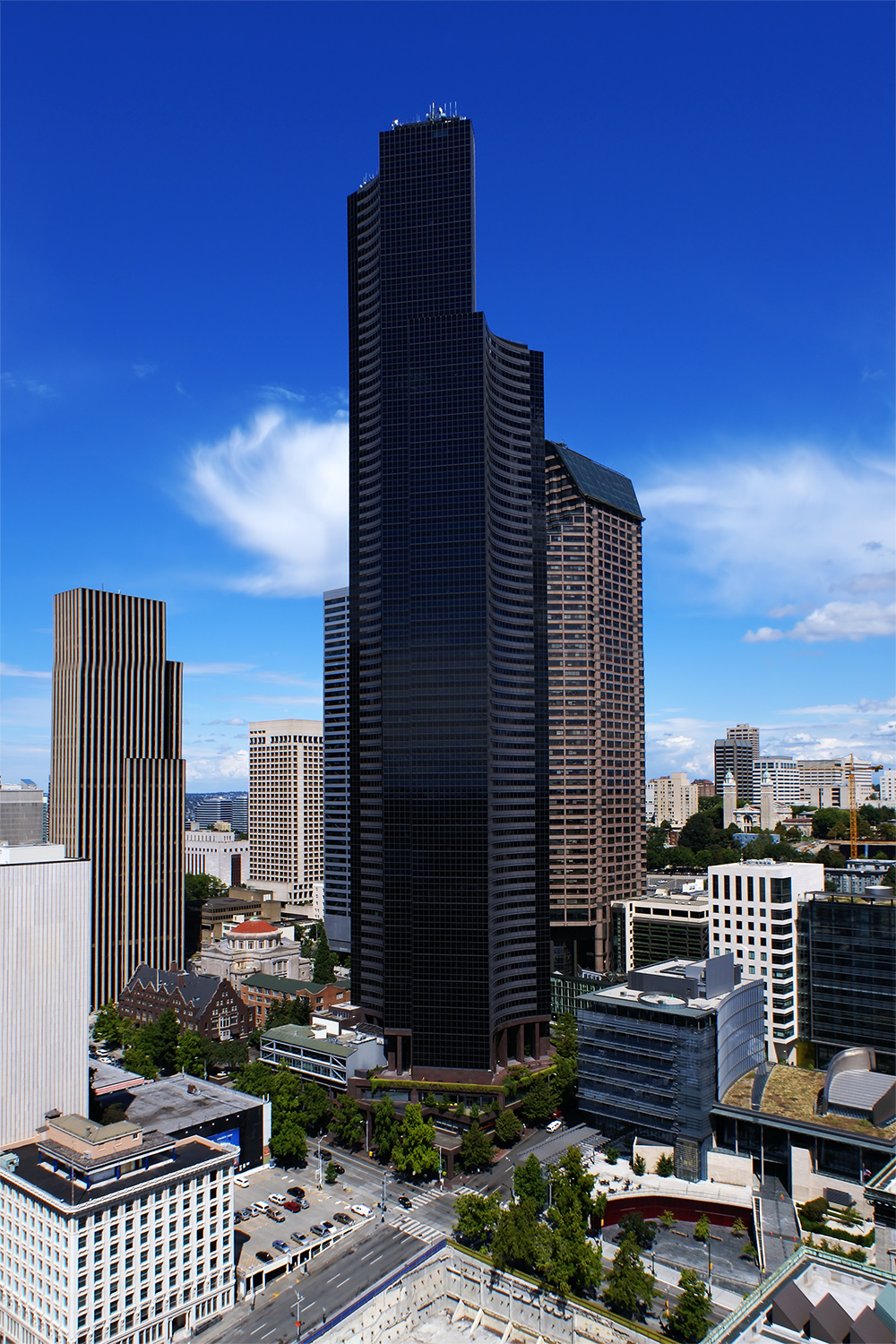
Columbia Center – najwyższy budynek Seattle

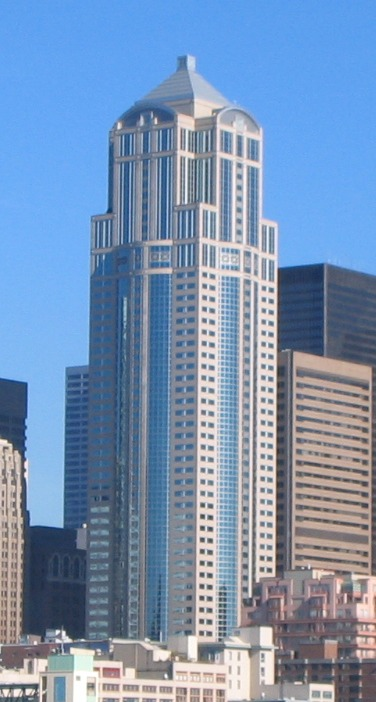
1201 Third Avenue – drugi pod względem wysokości budynek Seattle

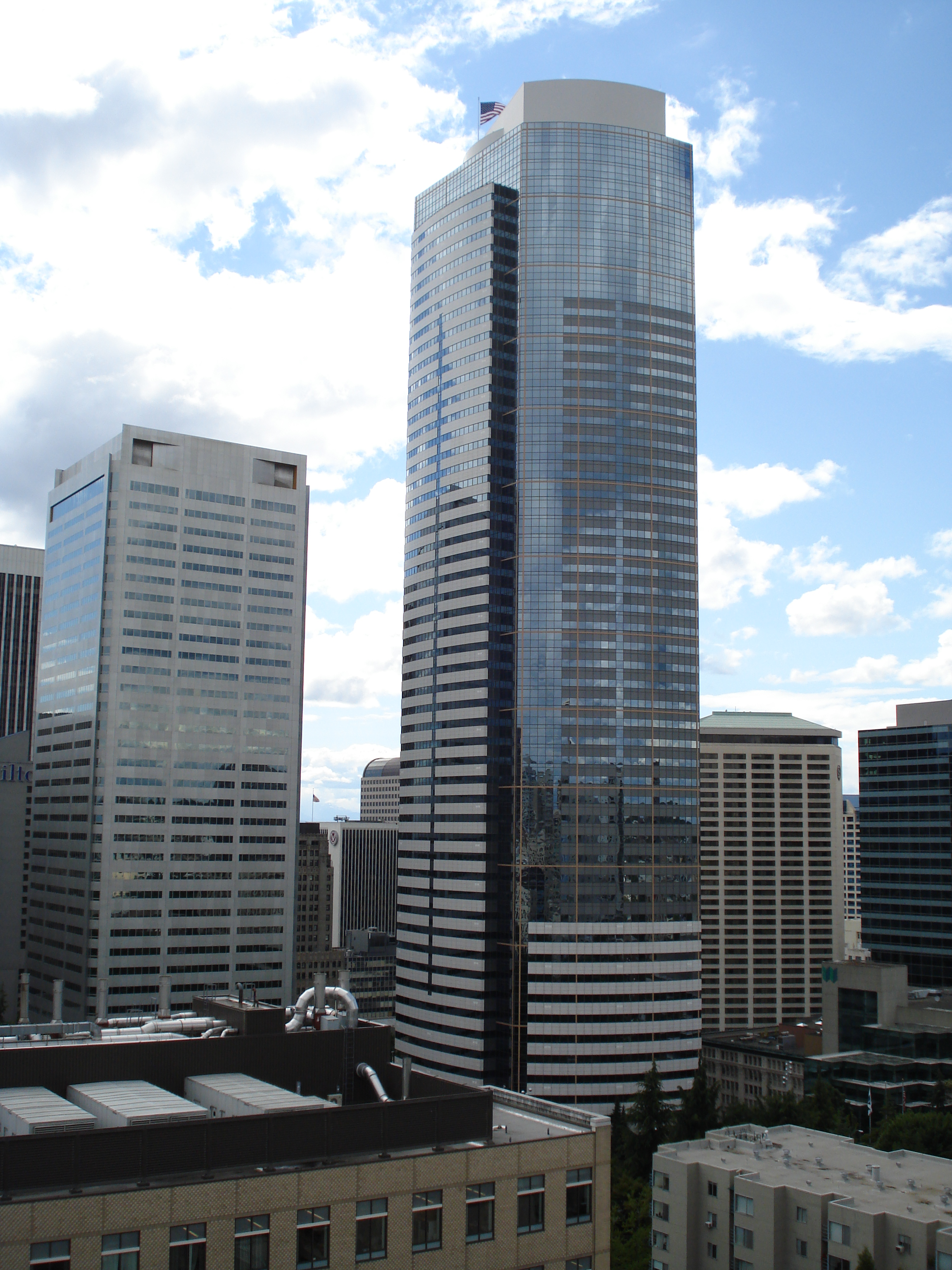
One i Two Union Square – 19 i 3 pod względem wysokości budynek w Seattle

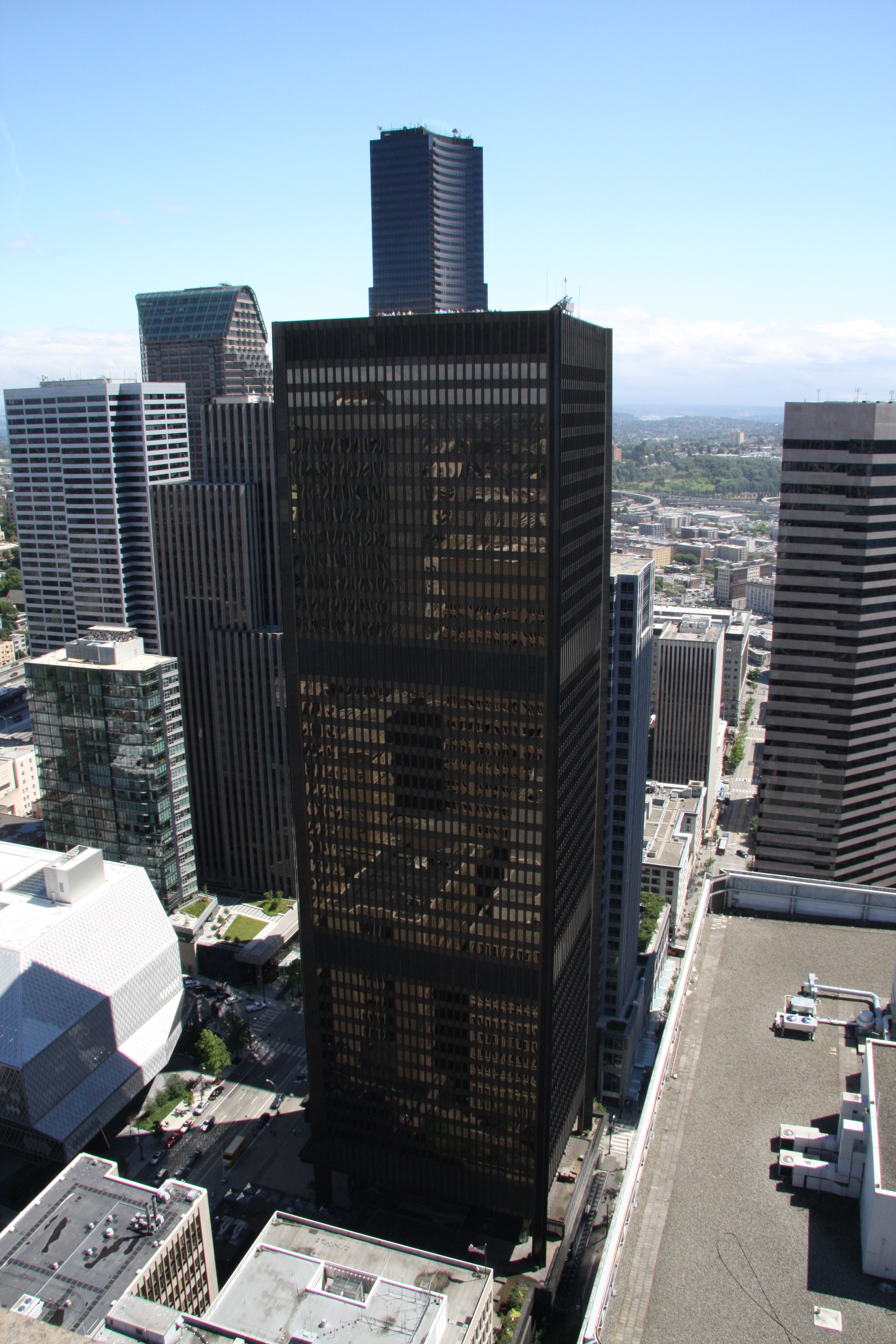
1001 Fourth Avenue Plaza – piąty pod względem wysokości budynek Seattle

Ta lista uwzględnia wieżowce o wysokości przynajmniej 400 stóp, czyli 122 metrów.
| Miejsce | Nazwa                              | Wysokość (stopy/metry) | Piętra | Rok  | Informacja |
| ------- | ---------------------------------- | ---------------------- | ------ | ---- | --- |
| 1       | Columbia Center                    | 968 / 285              | 76     | 1985 | Pod względem wysokości 84 budynek na świecie, 20 budynek w Stanach Zjednoczonych, najwyższy budynek w Seattle and i w stanie Washington od 1985, obecnie także 2 najwyższy budynek na wschodnim wybrzeżu |
| 2       | 1201 Third Avenue                  | 772 / 235              | 55     | 1988 | Pod względem wysokości 197 budynek na świecie, 60 budynek w Stanach Zjednoczonych |
| 3       | Two Union Square                   | 740 / 226              | 56     | 1989 | 88 budynek w Stanach Zjednoczonych |
| 4       | Seattle Municipal Tower            | 722 / 220              | 62     | 1990 | 105 budynek w Stanach Zjednoczonych |
| 5       | Safeco Plaza                       | 630 / 192              | 50     | 1969 | [ 13 ] [ 14 ] |
| 6       | Space Needle                       | 605 / 184              | 5      | 1962 | Trzecia co do wysokości wieża obserwacyjna w Stanach Zjednoczonych |
| 7       | Russell Investments Center         | 598 / 182              | 42     | 2006 | [ 17 ] [ 18 ] |
| 8       | US Bank Centre                     | 580 / 177              | 44     | 1989 | [ 19 ] [ 20 ] |
| 9       | Wells Fargo Center                 | 573 / 175              | 47     | 1983 | [ 21 ] [ 22 ] |
| 10      | Bank of America Fifth Avenue Plaza | 543 / 166              | 42     | 1981 | [ 23 ] [ 24 ] |
| 11      | Union Bank of California Center    | 536 / 163              | 41     | 1973 | [ 25 ] [ 26 ] |
| 12      | Rainier Tower                      | 514 / 157              | 31     | 1977 | [ 27 ] [ 28 ] |
| 13      | Fourth and Madison Building        | 512 / 156              | 40     | 2002 | [ 29 ] [ 30 ] |
| 14      | 1918 Eighth Avenue                 | 500 / 152              | 36     | 2009 | [ 31 ] |
| 15      | Qwest Plaza                        | 498 / 151              | 33     | 1976 | [ 32 ] [ 33 ] |
| 16      | 1000 Second Avenue                 | 493 / 150              | 43     | 1987 | [ 34 ] [ 35 ] |
| 17      | Smith Tower                        | 489 / 141              | 42     | 1914 | [ 36 ] [ 37 ] |
| 18      | Henry M. Jackson Federal Building  | 487 / 148              | 37     | 1974 | [ 38 ] [ 39 ] |
| 19      | One Union Square                   | 456 / 139              | 36     | 1981 | [ 40 ] [ 41 ] |
| 20      | Olive 8                            | 455 / 139              | 39     | 2009 | [ 42 ] [ 43 ] |
| 21      | 1111 Third Avenue                  | 454 / 138              | 34     | 1980 | [ 44 ] [ 45 ] |
| 22      | Westin Seattle North Tower         | 449 / 137              | 47     | 1982 | Największy budynek hotelowy w mieście |
| 23      | Fifteen Twenty-One Second Avenue   | 440 / 134              | 38     | 2008 | [ 48 ] [ 49 ] |
| 24      | Westin Building                    | 409 / 125              | 34     | 1981 | [ 50 ] [ 51 ] |
| 25      | Aspira                             | 400 / 122              | 37     | 2009 | [ 52 ] |

### Najwyższe budynki w historii

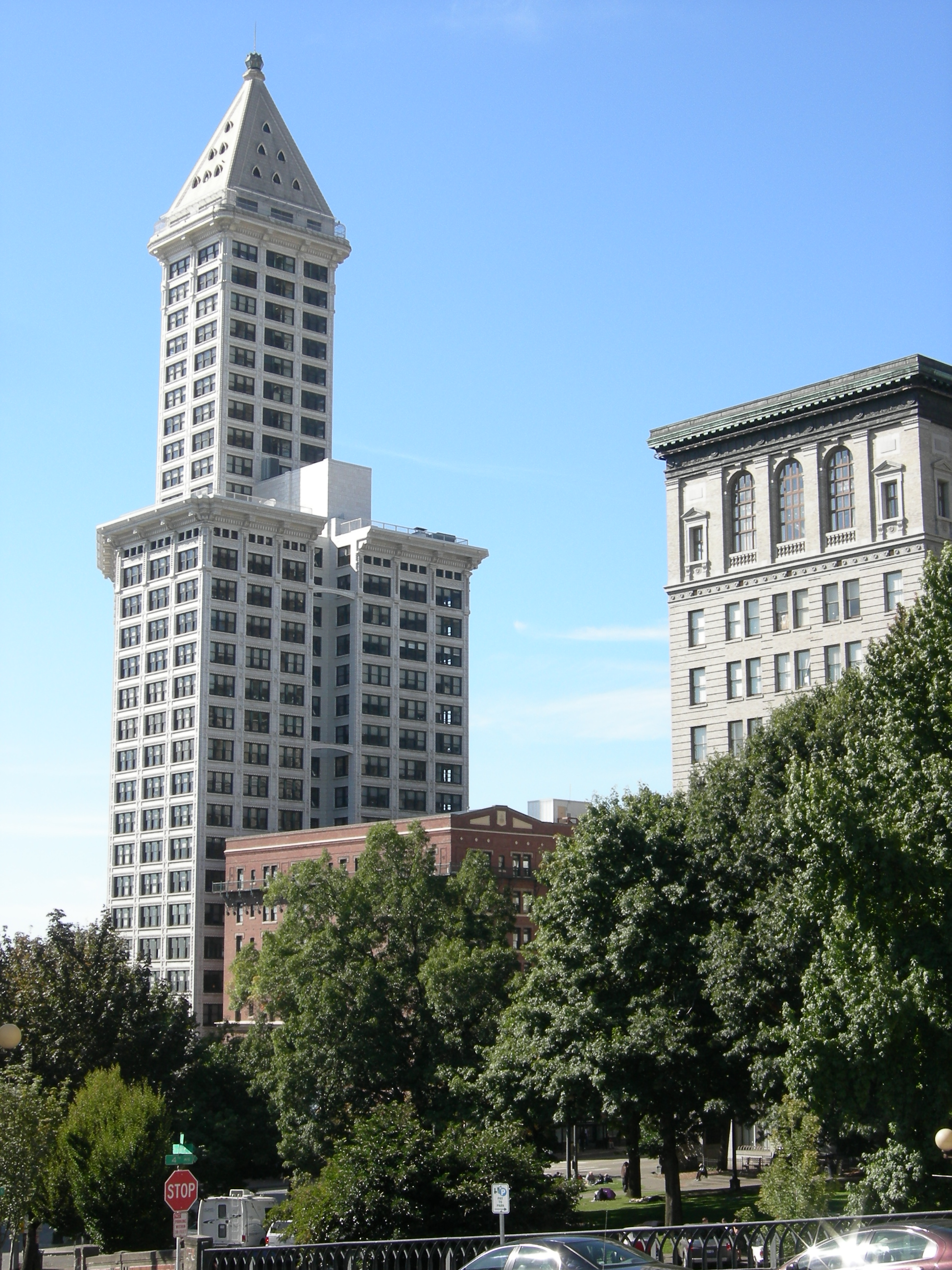
Smith Tower był najwyższym budynkiem Seattle przez 55 lat

Na tej liście zostały zawarte tylko najwyższe budynki w Seattle w poszczególnych okresach
| Nazwa                     | Adres                    | Lata      | Wysokość (stopy/metry) | Kondygnacje | Źródło |
| ------------------------- | ------------------------ | --------- | ---------------------- | ----------- | ------ |
| Pioneer Building          | 612 First Avenue         | 1892–1904 | 110 / 34               | 6           | [ 53 ] |
| Alaska Building           | 618 Second Avenue        | 1904–1906 | 203 / 62               | 14          | [ 54 ] |
| King Street Station Tower | 303 South Jackson Street | 1906–1914 | 246 / 75               | 8           | [ 55 ] |
| Smith Tower               | 506 Second Avenue        | 1914–1969 | 489 / 149              | 38          | [ 37 ] |
| 1001 Fourth Avenue Plaza  | 1001 4th Avenue          | 1969–1985 | 630 / 192              | 50          | [ 14 ] |
| Columbia Center           | 701 5th Avenue           | od 1985   | 937 / 285              | 76          | [ 7 ]  |